# Meca (região)
Meca é uma região da Arábia Saudita, com capital em Meca. Possui 153 128 quilômetros quadrados e segundo censo de 2018, havia 8 803 545 habitantes.